# Rashied Ali
Rashied Ali, właśc. Robert Patterson (ur. 1 lipca 1933 w Filadelfii, zm. 12 sierpnia 2009 w Nowym Jorku) – amerykański perkusista jazzowy, zaliczany do prekursorów gatunku free jazz.
Ali współpracował z takimi wykonawcami jak John Coltrane, Sonny Rollins, William Parker, Prima Materia, Tisziji Munoz, Albert Ayler, Assif Tsahar, Makanda Ken McIntyre, Reggie Workman, Charlie Haden, James Blood Ulmer, Phalanx, Kazunori Sugiyama, Alan Shorter, Bob Northern, Donald Corrado, Allan Chase, Billy Barber, Marion Brown, Alice Coltrane, Sonny Fortune, Archie Shepp, Shaheb Sharbib, Jeff Palmer, Jackie McLean czy Howard Mandel.

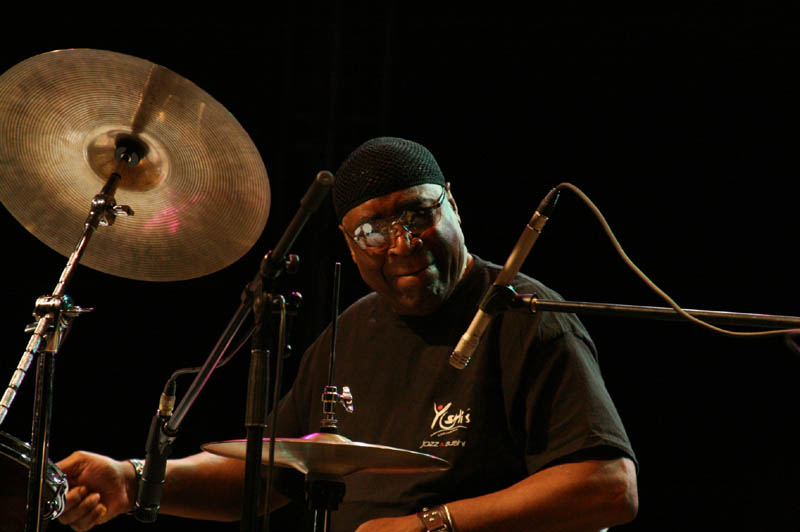
Rashied Ali